# Drepanosticta magna
Drepanosticta magna är en trollsländeart som beskrevs av Wilson och Reels 2003. Drepanosticta magna ingår i släktet Drepanosticta och familjen Platystictidae. Inga underarter finns listade i Catalogue of Life.